# Mira Awad
Mira Awad (Arabisch: ميرا أنور عوض, Hebreeuws: מירה עווד) (Rameh, 11 juni 1975) is een Arabische Israëlische zangeres en actrice.

## Biografie
Awad is vooral bekend vanwege haar deelname aan het Eurovisiesongfestival 2009, samen met Noa. Ze was de eerste Arabische Israëlische die Israël vertegenwoordigde op het Eurovisiesongfestival. Bovendien werd There must be another way (einaich) gedeeltelijk in het Arabisch vertolkt, eveneens een primeur. Awad staat bekend als een vredesambassadrice die de rechten van Arabische Israëliërs binnen de Israëlische samenleving verdedigt. Samen met David Broza toerde zij wereldwijd met de voorstelling East Jerusalem/West Jerusalem, naar de gelijknamige documentaire uit 2014 van Henrique Cymerman en Erez Miller.
1973: Ilanit · 
1974: Poogy · 
1975: Shlomo Artzi · 
1976: Chocolad Menta Mastik · 
1977: Ilanit · 
1978: Izhar Cohen & The Alphabeta · 
1979: Gali Atari & Milk and Honey · 
1981: Hakol Over Habibi · 
1982: Avi Toledano · 
1983: Ofra Haza · 
1985: Izhar Cohen · 
1986: Moti Giladi & Sarai Tzuriel · 
1987: Lazy Bums · 
1988: Yardena Arazi · 
1989: Gili & Galit · 
1990: Rita · 
1991: Duo Datz · 
1992: Dafna Dekel · 
1993: The Shiru Group · 
1995: Liora · 
1998: Dana International · 
1999: Eden · 
2000: Ping Pong · 
2001: Tal Sondak · 
2002: Sarit Hadad · 
2003: Lior Narkis · 
2004: David D'Or · 
2005: Shiri Maimon · 
2006: Eddie Butler · 
2007: Teapacks · 
2008: Bo'az Ma'uda · 
2009: Noa & Mira Awad · 
2010: Harel Skaat · 
2011: Dana International · 
2012: Izabo · 
2013: Moran Mazor · 
2014: Mei Finegold · 
2015: Nadav Guedj · 
2016: Hovi Star · 
2017: Imri Ziv · 
2018: Netta Barzilai · 
2019: Kobi Marimi · 
2021: Eden Alene · 
2022: Michael Ben David · 
2023: Noa Kirel · 
2024: Eden Golan · 
2025: Yuval Raphael
- Biblioteca Nacional de España: XX4960594
- Bibliothèque nationale de France: cb16685810d (data)
- Gemeinsame Normdatei: 1131712900
- International Standard Name Identifier: 0000 0000 7817 1978
- Library of Congress Control Number: no2010061111
- MusicBrainz: 6424c7d2-95bb-48d2-b0e8-bd6d76ff1a78
- Nationale Bibliotheek van Israël: 987007579185705171
- Système universitaire de documentation: 168204770
- Virtual International Authority File: 120547466
- WorldCat: E39PBJgmMRCTcPD8hhcJ7tdhHC